# Kaknästornet
Kaknästornet – wieża telewizyjna znajdująca się w Sztokholmie, w Szwecji. Wybudowana w 1967 roku z wysokością 155 metrów była najwyższym budynkiem Skandynawii do roku 2000, kiedy wybudowano, również w Sztokholmie, budynek Kista Science Tower o łącznej wysokości 156 metrów (z anteną). W 2005 roku ukończono Turning Torso w Malmö o wysokości 190 metrów, spychając Kaknästornet na trzecie miejsce.